# Copanca
Copanca (ruso: Копанка) es una comuna y pueblo de la República de Moldavia ubicada en el distrito de Căușeni.
En 2004 tiene 5013 habitantes, de los cuales 3854 son étnicamente moldavos-rumanos, 1031 rusos y 85 ucranianos.
Se conoce su existencia desde 1527, cuando es mencionado en un documento de Petru Rareș. Históricamente la localidad pertenecía al monasterio Noul Neamț de Chițcani. Cerca de la localidad pasa el cauce del "Dniéster Muerto", un antiguo cauce del río Dniéster desviado por un terremoto en 1838.
Se ubica en el este del distrito cerca del río Dniéster, unos 15 km al sur de Tiráspol.